# 캐서린 데밀

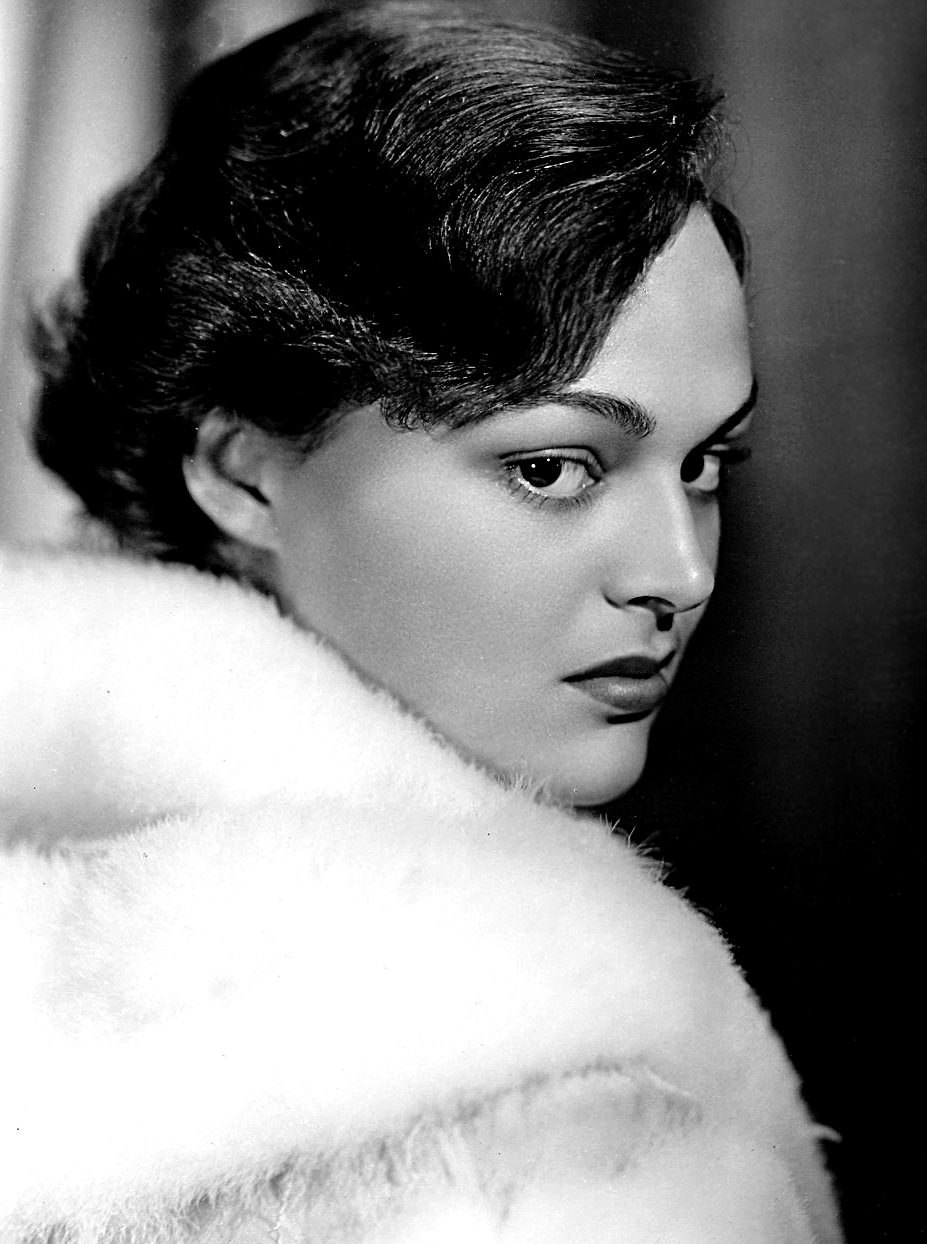

캐서린 드밀(Katherine DeMille, 영어 발음: /dəˈmɪl/, 1911년 6월 29일 ~ 1995년 4월 27일)은 미국의 배우이다. 세실 B. 드밀의 딸이다.
밴쿠버에서 태어났으며 투손에서 사망하였다. 사인은 알츠하이머병이다.

## 영화
- 검은 황금 (1947년)
- 정복되지 않는 사람들 (1947년)
- 찰리 찬 앳 더 올림픽 (1937년)
- 라모나 (1936년)
- 십자군 (1935년)
- 비바 빌라! (1934년)
- 마담 사탄 (1930년)